# Две обезьяны
«Две обезьяны» (название стилизировано как Две ОБЕзьяны) — единственный театр в Белгороде, занимающийся клоунадой. Основан в 2009 году драматургом Евгением Крамским и режиссёром Татьяной Климачковой. В настоящий момент в труппе 10 человек.
Театр работает в основном с юными зрителями, но есть репертуар и для взрослых.

## История
В 2014 году театр клоунады «Две ОБЕзьяны» во второй раз выступил перед публикой международного театрального фестиваля в финском городе Тампере со спектаклем «Галилей». В этом же году театр принял участие в фестивале уличных искусств «Белая маска».
В рамках областного фестиваля-панорамы современного театрального искусства «Рассвет» (22.11.2014) театр представил спектакль-клоунаду «Джаз», отмеченный дипломом фестиваля.

## Репертуар
В репертуаре театра (2015) клоунские спектакли «Галилей» (6+), «Джаз» (0+), «Переполох» (0+), вечер юмора «Русский Sалаt» (16+), комедия «Диета новогодняя» (неклоунада 14+).